# Highland Dress

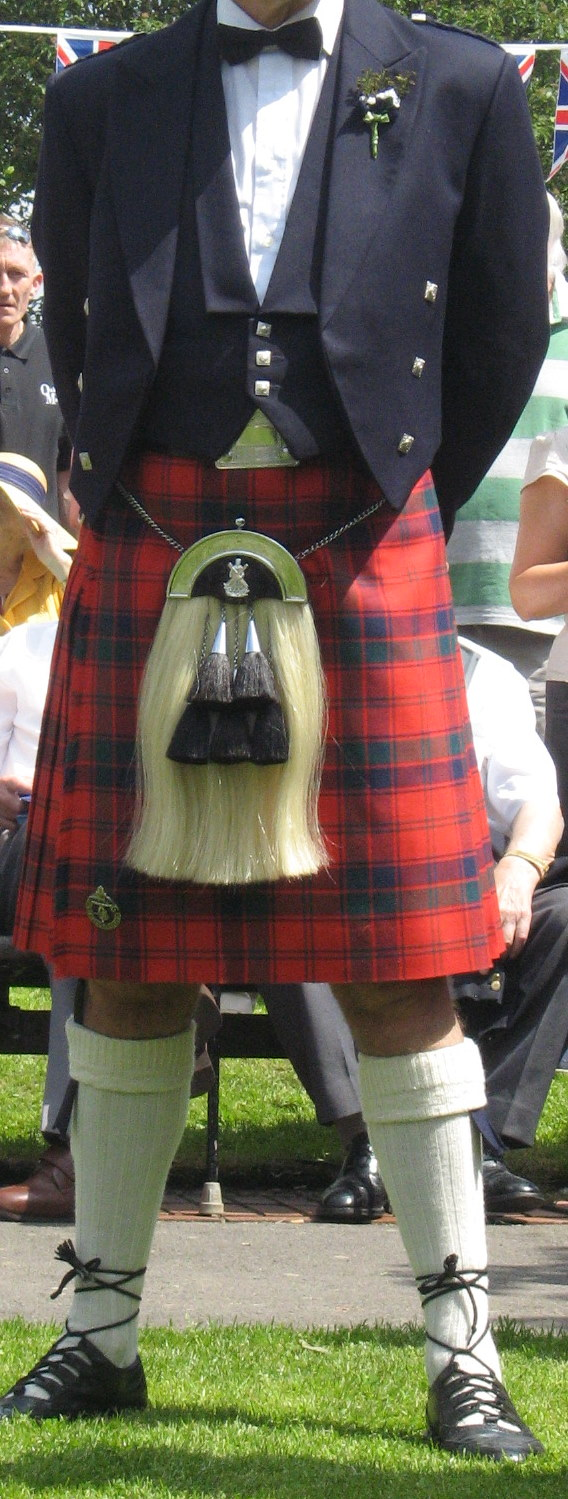
Formale schottische Kleidung

Das Highland Dress (mögliche deutsche Übersetzung: Hochlandkleidung) bezieht sich auf die schottischen Highlands und umfasst eine Reihe an traditionellen Kleidungen, die bis in den heutigen Tag getragen werden. Das wohl bekannteste Kleidungsstück ist das Kilt. Es stellt einen wichtigen Teil der schottischen Identität und Kultur dar und wird bis in den heutigen Tag in vielfältigen Formen getragen.

## Geschichte

### Ursprünge
Das Highland Dress Schottlands hat eine lange Geschichte. Ihre Ursprünge und vor allem der dafür elementare Tartanstoff sind deutlich älter als der nationale Gedanke eines Schottlands.
Es wurden teilweise Tartanüberreste aus dem 2. Jahrhundert vor Christus gefunden, die heute als Proto-Tartan gewertet werden. Diese stammen aus dem von Kelten besiedelten Gebiet Mitteleuropas, allerdings fanden sich auch Reste im nordwestlichen China, was auf regen Handel hinweist. Das Falkirk Tartan ist das älteste, was bis heute in Schottland gefunden wurde. Es stammt ungefähr aus dem Jahr 250 nach Christus. Im Jahr 1530 wurde das erste Mal das Wort „Tartan“ in einer schottischen Quelle erwähnt. Seit dem 16. Jahrhundert wird Tartan als Kleidung der Menschen in den schottischen Highlands erwähnt. Diese wurden dabei von jedem getragen, die heutige Form eines Clan-Tartan gab es zu diesem Zeitpunkt noch nicht. Das Highland Dress Schottlands aus Tartanstoff war vor allem in der ländlichen Bevölkerung verbreitet, jedoch fand diese auch Anklang im Adel. 1558 gab König Jakob V. die erste volle Tartankleidung für einen König in Auftrag. Das Highland Dress bezog sich auf die schottischen Highlands. Schotten der Lowlands trugen selten Tartan, wenn überhaupt.
Mit der Zeit erhielt der Tartan eine politische Dimension. Durch die Vereinigung der Königreiche England und Schottland 1707 fingen auch Schotten der Lowlands an Tartan zu tragen, als Symbol der Unabhängigkeit Schottlands und als Opposition gegen die Vereinigung. Sie wurden zudem zum Symbol der Jakobiten, die die Restauration des Hauses Stuart und die schottische Unabhängigkeit anstrebten.

### Verbot 1746–1782

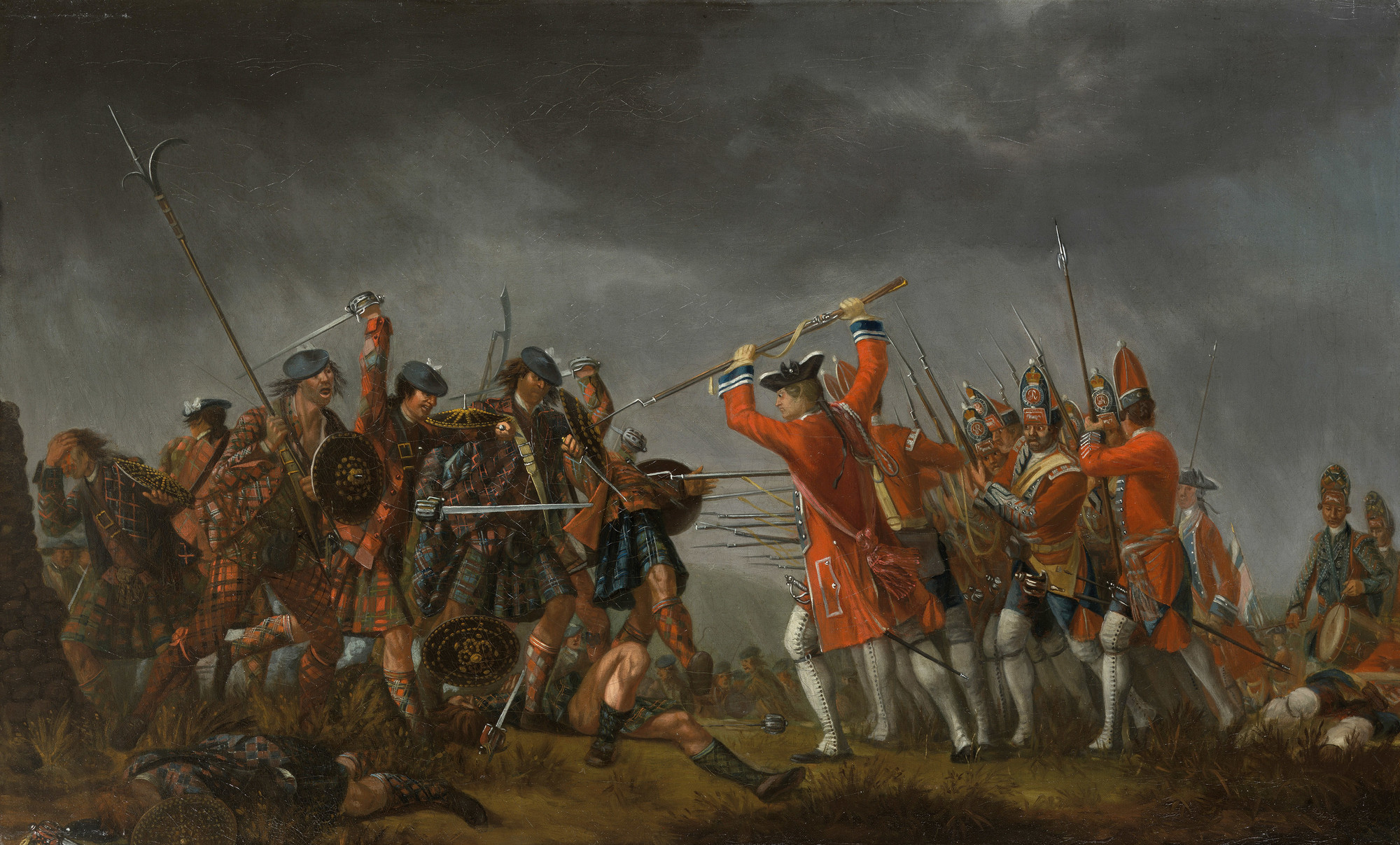
Darstellung der Schlacht von Culloden

Es gab mehrere Jakobitenaufstände. Während des Aufstandes des Jahres 1745 trug der schottische Thronprätendent Charles Edward Stuart wahrscheinlich Kleidung aus rotem Tartan. Dieses wurde fortan zum politischen Symbol ihrer Bewegung. Auch die Volksheldin Flora MacDonald wurde auch teilweise in solchem roten Tartan abgebildet, obwohl sie wahrscheinlich nie ein Kleid aus solchem Stoff besaß. Das Highland Dress sowie Tartan wurde dadurch zum Symbol gegen die britische Regierung.
Am 1. August 1746 wurde das Tragen des Highland Dress’ per Gesetz verboten. Dieser war ein Teil des weitreichenderen Act of Proscription, der unter anderem auch das Tragen von Waffen verbot. Bei diesem gab es dennoch einige Ausnahmen. So durften weiterhin Landbesitzer der Oberschicht Tartan tragen. Außerdem war es auch Offizieren und Soldaten im Dienste der Krone erlaubt, die traditionelle Kleidung weiterhin zu tragen. Zu diesen gehörte beispielsweise die 42. Highland Regiment.
Der Verbot des Kilts und anderer Kleidungsstücke führte unter anderem dazu, dass viele Informationen über diese in Vergessenheit gerieten und dadurch verlorengingen. Ab wann die Clan-Tartans entstanden sind, ist unklar. In einigen Texten wird erwähnt, dass es bereits vor 1745 ein ausgearbeitetes Clan-Tartan-System gab, jedoch gibt es auch entgegengesetzte Zeitberichte. So gab es einen Bericht von der Schlacht von Culloden, nachdem die Männer von Cumberland das Schlachtfeld auf der Suche nach Überlebenden durchsuchten. Ein Soldat gab sich als einer der Campbells aus, die anderen Männer glaubten ihm nicht, da er sein Bonnet verloren hatte. Dementsprechend konnten sie ihn anhand seines Tartans nicht identifizieren.
Besonders die Highland Society of London hat sich für die Aufhebung dieses Gesetzes und für die Dokumentation und Aufrechterhaltung der schottischen Kultur eingesetzt. Das eigentliche Highland Dress war zuvor nicht wirklich kodifiziert. Aufgrund ihrer Lage in London war die Gesellschaft recht erfolgreich, aber wegen der räumlichen Entfernung zu Schottland wurden eher die lokalen Vorstellungen der Mitglieder umgesetzt, und somit wurde die Kleidung nicht wirklich getreulich dokumentiert, sondern eher „aufdringlich umgestaltet“.
Der Dress Act wurde 1782 wieder aufgehoben.

### Seit der Wiedereinführung 1782
Das heute noch erhaltene Hochzeitskleid von Isabella MacTavish Fraser von circa 1784 ist ein Beispiel für die Bedeutung des traditionellen Highland Dress und repräsentiert auch den Ausdruck von Nationalstolz. Durch Autoren wie James Macpherson und Sir Walter Scott gewann der Kilt wieder an Aufmerksamkeit und Bedeutung. Besonders durch die Romane von Scott wurde Schottland romantisiert. Er war ein starker Befürworter der traditionellen Kleidung.
Zumindest seit der ersten Hälfte des 19. Jahrhunderts gibt es eine konkrete Zuordnung von Clans und Tartans.
Mit dem Laufe der Zeit entwickelte sich die Highlands zu einem wichtigen Faktor für die Wirtschaft und mit ihm auch das Highland Dress. Die Kommerzialisierung des schottischen Highland Dress hat zur Industrialisierung der Highlands beigetragen.
Während der Romantik kam es zur Gründung von Clubs und Gesellschaften durch Adelige oder Offiziere, die einen großen Beitrag bei der Bewahrung der kulturellen Traditionen der schottischen Highlands. Dadurch kam es zu einer Wiederbelebung des Highland Dress. Dabei gab es Auseinandersetzungen darüber, welche Kleidungsstücke traditionellerweise getragen wurden und wer das Recht dazu hatte, diese zu tragen. Obwohl es sich dabei vor allem auf die schottische Kleidung bezog, geschah die Wiedereinführung auch im größeren Kontext der aufkommenden Mode in Kontinentaleuropa. Besonders der Besuch von Georg IV. 1822 in Schottland, bei dem er Highland Dress trug, trugen zur Popularisierung bei.
Queen Victoria war zudem ebenfalls zentral für die Verbreitung der schottischen Kleidung. Sie und ihrem Ehemann Prinzgemahl Albert gefielen die schottischen Highlands so sehr, dass sie Balmoral Castle erbauen ließen. Für die Inneneinrichtung ließ Albert mehrere Elemente aus Tartan anfertigen. Während ihres Aufenthalts wurden traditionell-schottische Elemente übernommen, so etwa das Tragen des Kilts. Auch Victoria trug Kleidungsstücke aus Tartan. Die Königin und ihr Gemahl hätten das Tartan in der Mitte des 19. Jahrhunderts in den Vordergrund der Mode brachte. Zudem ließen sie 1852 ihr eigenes Balmoral Tartan anfertigen. Durch Victoria kam es quasi zu einer Wiederbelebung der traditionellen Kleidung und sie wurde nun sowohl von dem Adel, als auch von der breiteren Bevölkerung übernommen.
Das erste Farbfoto der Welt, welches am 17. Mai 1861 durch James Clerk Maxwell während eines Vortrags am Royal Institution in London projiziert wurde, zeigte einen Tartanstoff.

### Moderne Verwendung

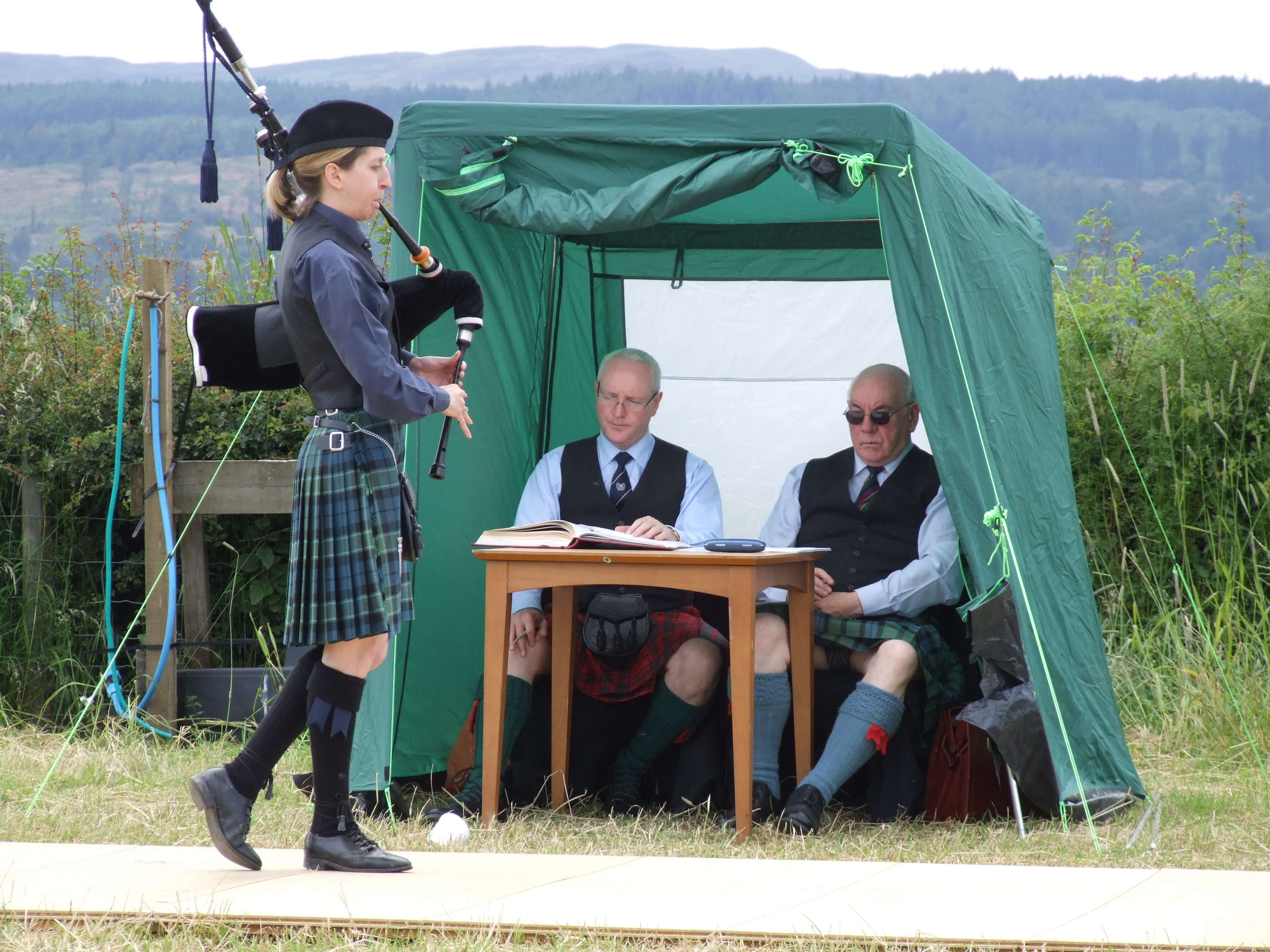
Dudelsackspieler während der Highland Games

Der Kilt und das restliche Highland Dress wird bis zum heutigen Tag getragen. Hier beispielsweise bei festlichen oder traditionellen Veranstaltungen wie Hochzeiten, den Highland Games oder Ceilidhs, einer Tanzveranstaltung. Zudem werden Kilts immer noch von Highland Regimentern der britischen Streitkräfte getragen. Das älteste, zugelassene Tartan eines britischen Regiments ist das Black Watch Tartan, des 42nd Regiment of Foot, welches bis heute vom nachfolgenden Royal Regiment of Scotland getragen wird und zu einem der Tartans zählt, die ohne Clan- oder Regimentszugehörigkeit getragen werden können. Lowland Regimenter tragen anstelle von Kilts Trews.
Es findet außerdem einen Anschluss in die moderne Modewelt und wurde beispielsweise von Firmen und Designern wie Chanel, Dior, Vivienne Westwood und Alexander McQueen aufgegriffen.
Außerdem sind Tartans auch ein Teil internationaler Politik und Beziehungen. So wurde beispielsweise ein Tartan für die UN-Klimakonferenz in Glasgow entworfen und 2017 überreichte der damalige Lord Provost von Edinburgh Frank Ross der Stadt Krakow ihr eigenes Tartan als Teil ihrer Städtepartnerschaft. Tartan-Muster beschränken sich nicht ausschließlich auf Clans oder andere geografische Gegebenheiten. So gibt es beispielsweise Tartans für Sportvereine oder andere, die auf besondere Ereignisse wie den Klimawandel aufmerksam machen.
Weiterhin wird die traditionelle Kleidung Schottlands auch von prominenten Personen international getragen. So trug der schottische Schauspieler David Tennant zur BAFTA Verleihung 2025 einen dafür eigens angefertigten Kilt. Im Jahr zuvor, als er die Preisverleihung zum ersten Mal moderierte, trug er ein Kilt mit dem Tartan seiner Familie, des Clans MacDonald. Zum anderen trugen auch Persönlichkeiten wie Sarah Jessica Parker, Emma Watson oder Rihanna Kleidungsstücke im Tartan-Muster.

## Kulturelle Stellung

### Innerhalb Schottlands
In der gälischen Gesellschaft des Mittelalters war das zeremonielle Highland Dress ausschließlich den Clanchiefs vorbehalten und somit stellten diese einen Ausdruck von Macht, Reichtum und Eleganz dar.
Das Highland Dress wurde bis in den Zweiten Weltkrieg als Teil der Kampfausrüstung getragen.
Heute nimmt das Highland Dress eine besondere Stellung im kulturellen Selbstverständnis Schottlands ein. Die eigenen Muster der Tartans etablieren bestimmte Bilder und kulturelle Normen für ihre jeweilige Regionen. Diese gemeinsamen Muster hatten einen Einfluss auf die Bildung der Gemeinschaft. Nach der Beurteilung von Ryan R. Hatch würde man mit Schotten sofort „Bilder von Männer in Tartan-Kilts [die mit] [...] riesigen Breitschwertern in der Hand los [stürmen], während hinter ihnen die Melodie eines Dudelsackspielers erklingt“ in Verbindung bringen. Das Kilt wurde zur „Uniform der Nation und der Nationalität“ und er gilt als ein wichtiger Bestandteil der schottischen Identität. Das Highland Dress als ganzen repräsentiert Geschichte, Kultur und Bräuche des schottischen Volkes. Sowohl habe das Highland Dress ebenfalls zur Bildung einer nationalen schottischen Identität geführt.

### International
Durch die Emigration von Teilen der schottischen Bevölkerung wurde die Tradition des Highland Dress auch in andere Teile der Welt mitgenommen. Durch die globale Verteilung wuchs die Akzeptanz und auch Übernahme in andere Kulturen. Vor allem die Kilts tragen zur Kulturverständigung bei. So trugen beispielsweise schottische Soldaten die in Indien stationiert waren Kilts als Teil ihrer Soldatenausrüstung. Mit der Zeit wurden sie von der indischen Bevölkerung übernommen, was unter anderem zur Gründung von einigen indischen Pipe Bands führte.
Kilts können auch in abgewandelter Form in anderen Kulturen gefunden werden, die auf langfristige kulturelle Einflüsse hinweisen. So gibt es Varianten etwa in Wales, der Isle of Man, der Bretagne, Teilen Osteuropas, Afrikas oder auch in der Form von griechischen oder albanischen Fustanellas. Zudem können auch in einigen Ländern Kilts getragen werden, um vor allem auf ihre kulturell-keltischen Ursprünge hinzuweisen, wie etwa in Irland, Deutschland oder Spanien.
Generell können Kilts von jedem getragen werden, auch außerhalb von einer schottischen Abstammung. Dabei gibt es zwar die Tradition, dass Personen das Tartan ihrer Familie oder der Region trägt, aus der die Familie stammt. Allerdings gibt es dabei keinen festgelegten Regeln, dementsprechend kann auch von der Tradition abgewichen werden.

## Arten

### Männerkleidung

#### Kopfkleidung
Es gibt einige verschiedene traditionelle in Schottland. Eines davon ist das Bonnet, eine Art Mütze, welche seit mindestens dem 16. Jahrhundert nachweisbar ist. Das modernere Glengarry gibt es seit der Viktorianischen Zeit. Federn werden im Bonnet ausschließlich von Clan Chiefs getragen. Das Tam o’ Shanter ist eine runde, oben flache Mütze, welche sowohl von Frauen als auch Männern getragen werden kann. Weiterhin erinnert das Trews Bonnet, in seiner Form an das Tam o’ Shanter und wird in Übereinstimmung mit einer Trews getragen. Zudem wird das Balmoral Bonnet als die nationale Kopfbekleidung Schottlands angesehen. Das Kilmarnock stammt aus dem 18. und 19. Jahrhundert und wurde ursprünglich mit den Regimentern der Highlands während der Napoleonischen Kriegen in Verbindung gebracht.

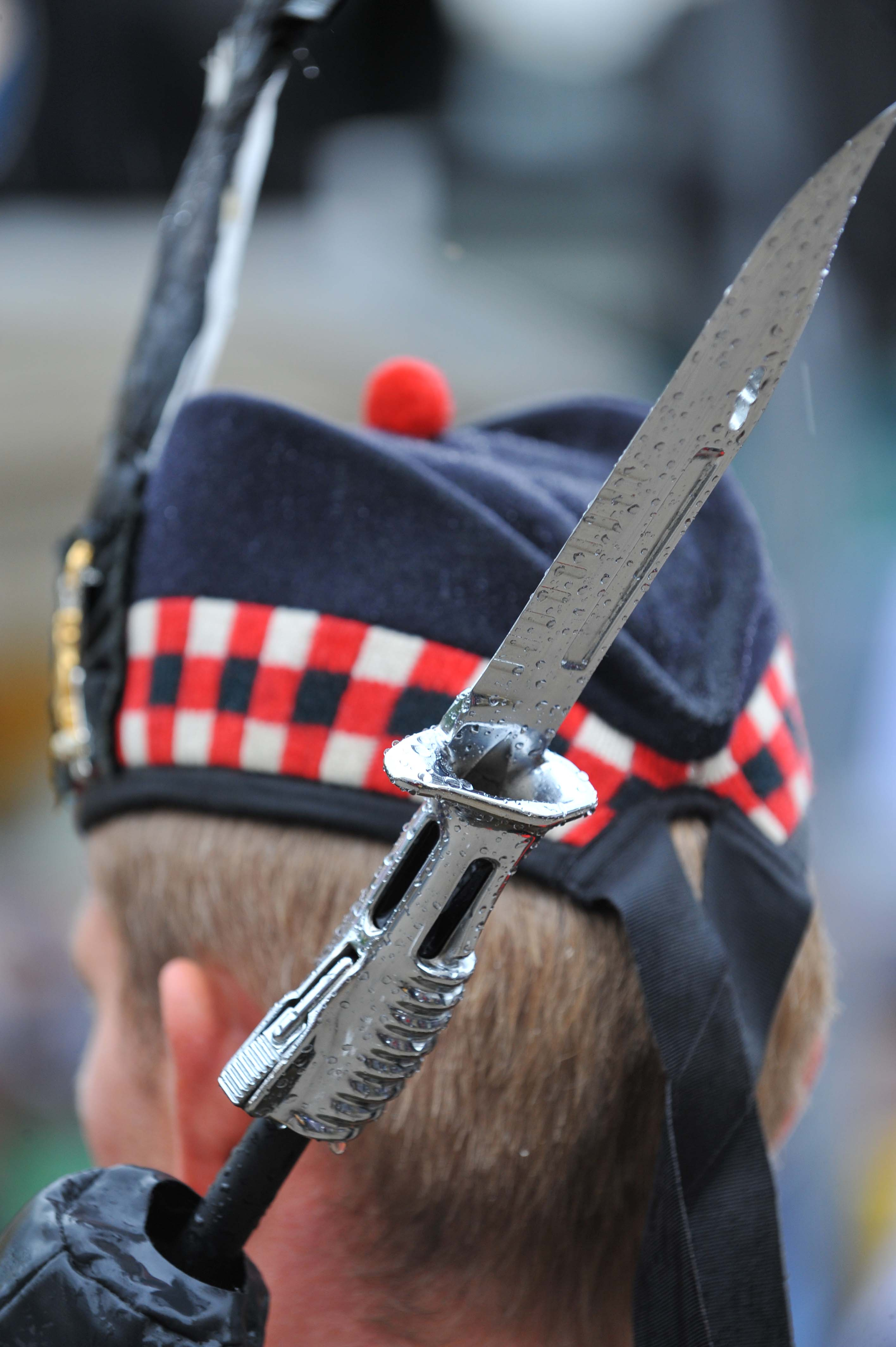
Glengarry eines Soldaten des Royal Regiment of Scotland
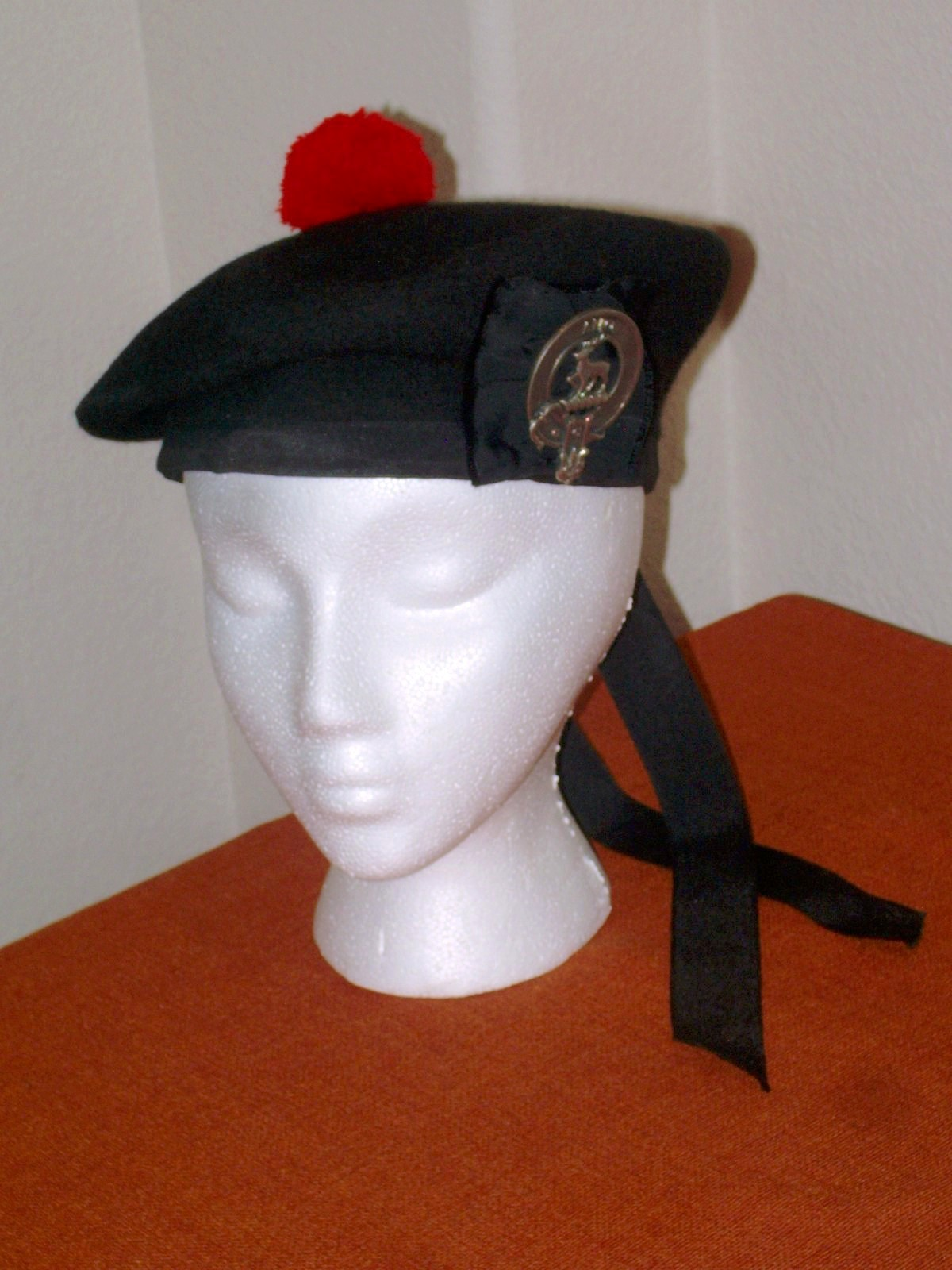
Balmoral Bonnet
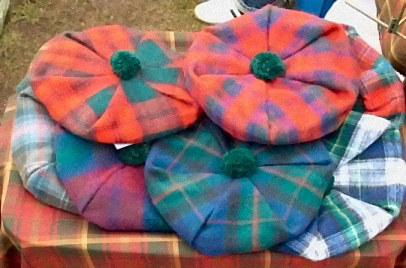
Tam o’ Shanters

#### Oberkörper
Es gibt mehrere verschiedene Arten der Jacketts: das Argyll Jacket und das Prince Charlie Jacket. Beide werden zu eher förmlichen Anlässen getragen, wobei die erstere auch im Alltag getragen werden kann und die letztere nur ausschließlich zu förmlichen bis sehr förmlichen Anlässen getragen wird. Zudem gibt es noch das Brian Baru Irish Jacket, welches auch ausschließlich zu formalen Anlässen getragen wird.
Die Jacketten stammen ursprünglich aus der Militärkleidung Schottlands. Es wird in den meisten Fällen zusammen mit einer Weste getragen.
Traditionellerweise werden auch Krawatten oder Fliegen getragen. Die Krawatte ist dabei meistens aus Seide und in einem Windsor-Knoten gebunden.

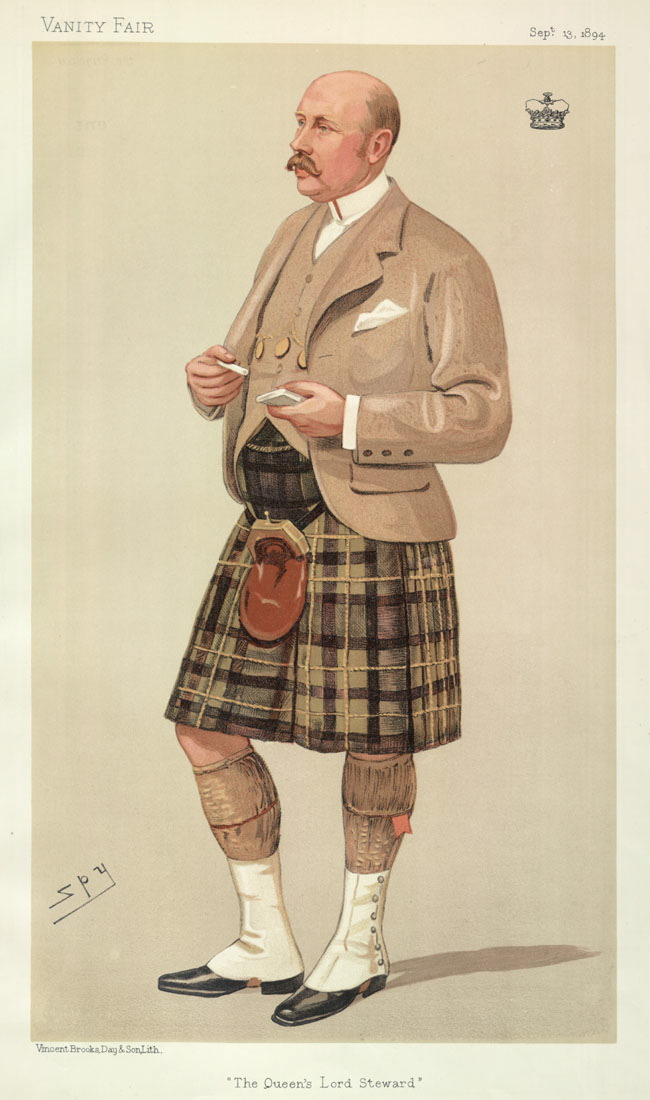
Gavin Campbell, 1894, trägt das Argyll Jackett
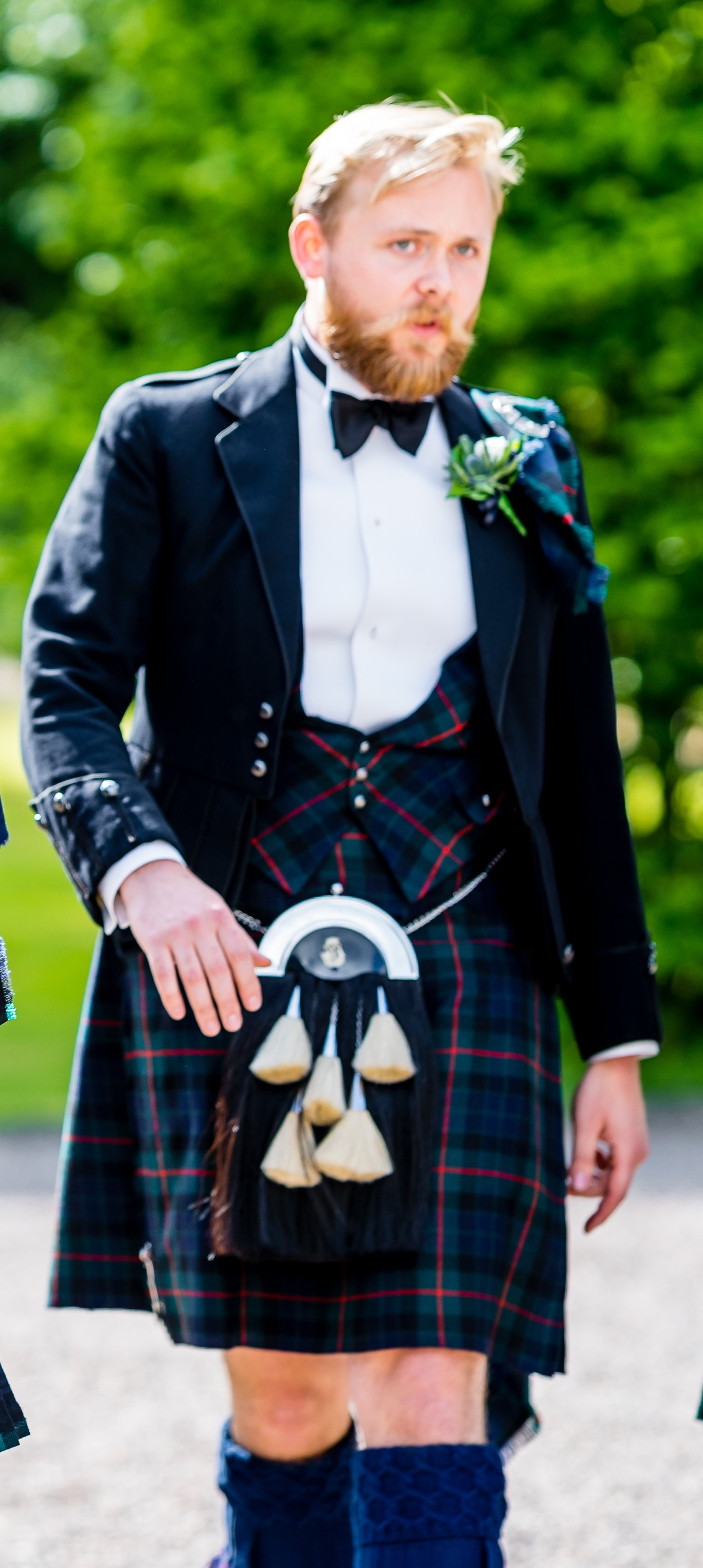
Prince Charlie jacket
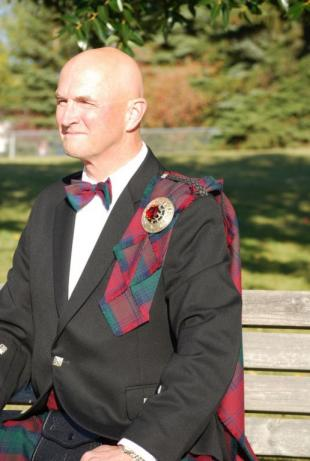
Ein Mann trägt ein fly plaid.

#### Hosen und Kilts
Der wohl bekannteste Teil des Highland Dress ist das Kilt. Dieses geht auf den Belted Plaid zurück. Das Kilt ist ein traditioneller Weise gefaltetes, Knielanges Kleidungsstück, welches um die Hüfte getragen wird. Es ist eng verbunden mit der schottischen Kultur und Identität. Dieses Kleidungsstück existiert seit mindestens dem 16. Jahrhundert. Ursprünglich wurde es als funktionelles Kleidungsstück für die Arbeit im schottischen Hochland und auf den Feldern getragen, doch im Laufe der Zeit entwickelte es sich zu einem Symbol schottischer Tradition und Tradition.
Trews wurden weiter verbreitet seit 1538. Diese wurden besonders im Winter getragen, wenn die Kilts nicht genügend Schutz geboten haben. Es gibt auch einen Nachweis, dass diese bereits in der Römerzeit getragen wurden.
Kilt Hose sind Strümpfe. Diese dienen für Wärme, besonders beim Jagen. Die Farbe der Strümpfe sollte die des Kilts ergänzen.

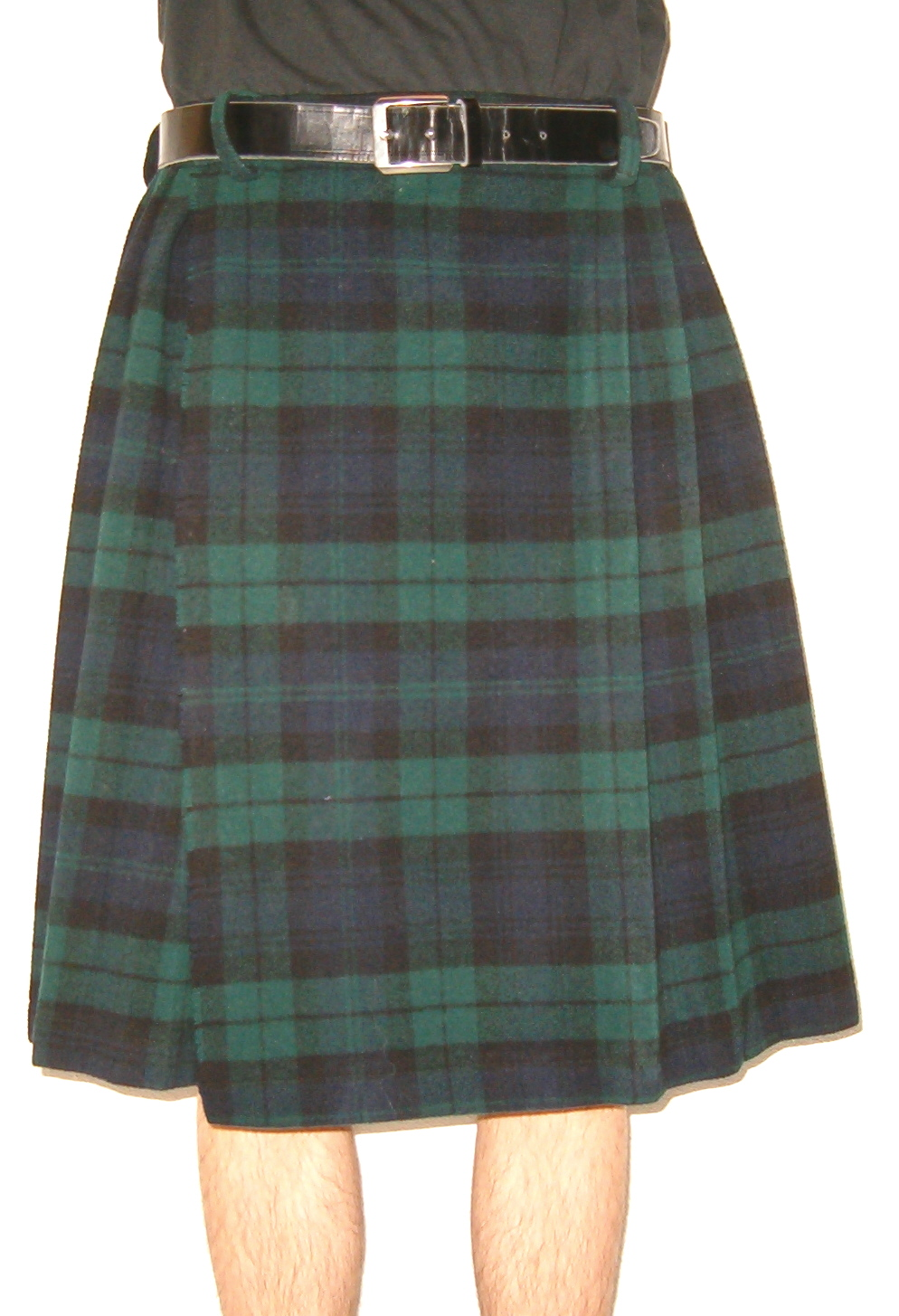
Kilt mit Tartan der Black Watch
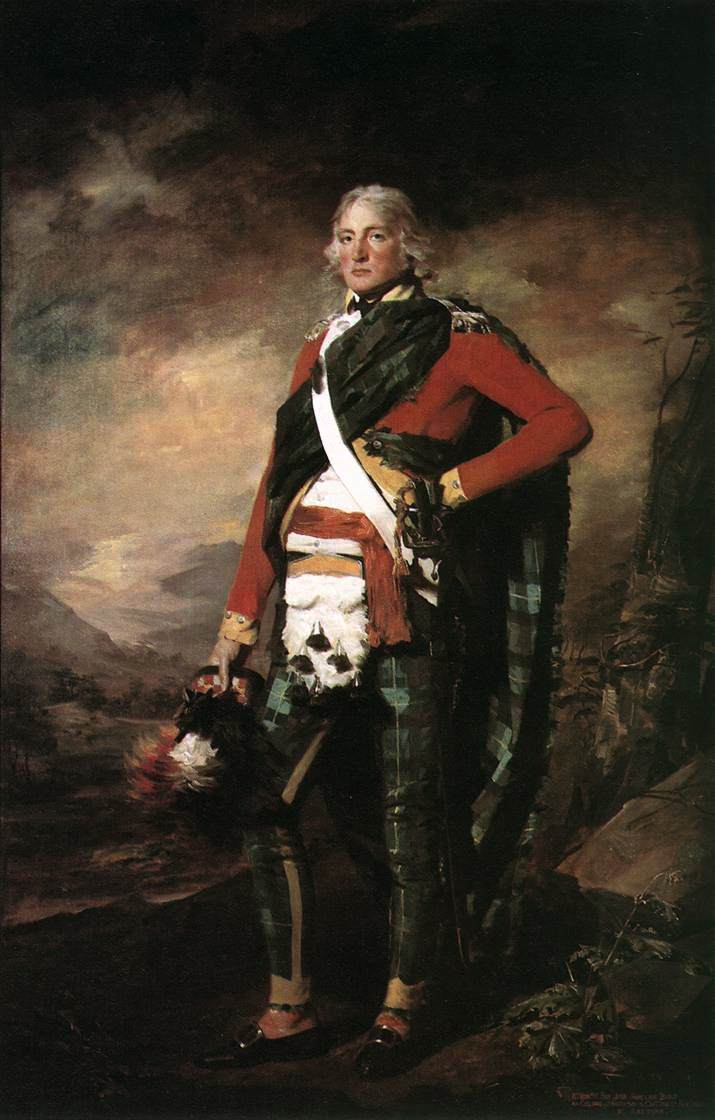
Sir John Sinclair trägt eine Trews
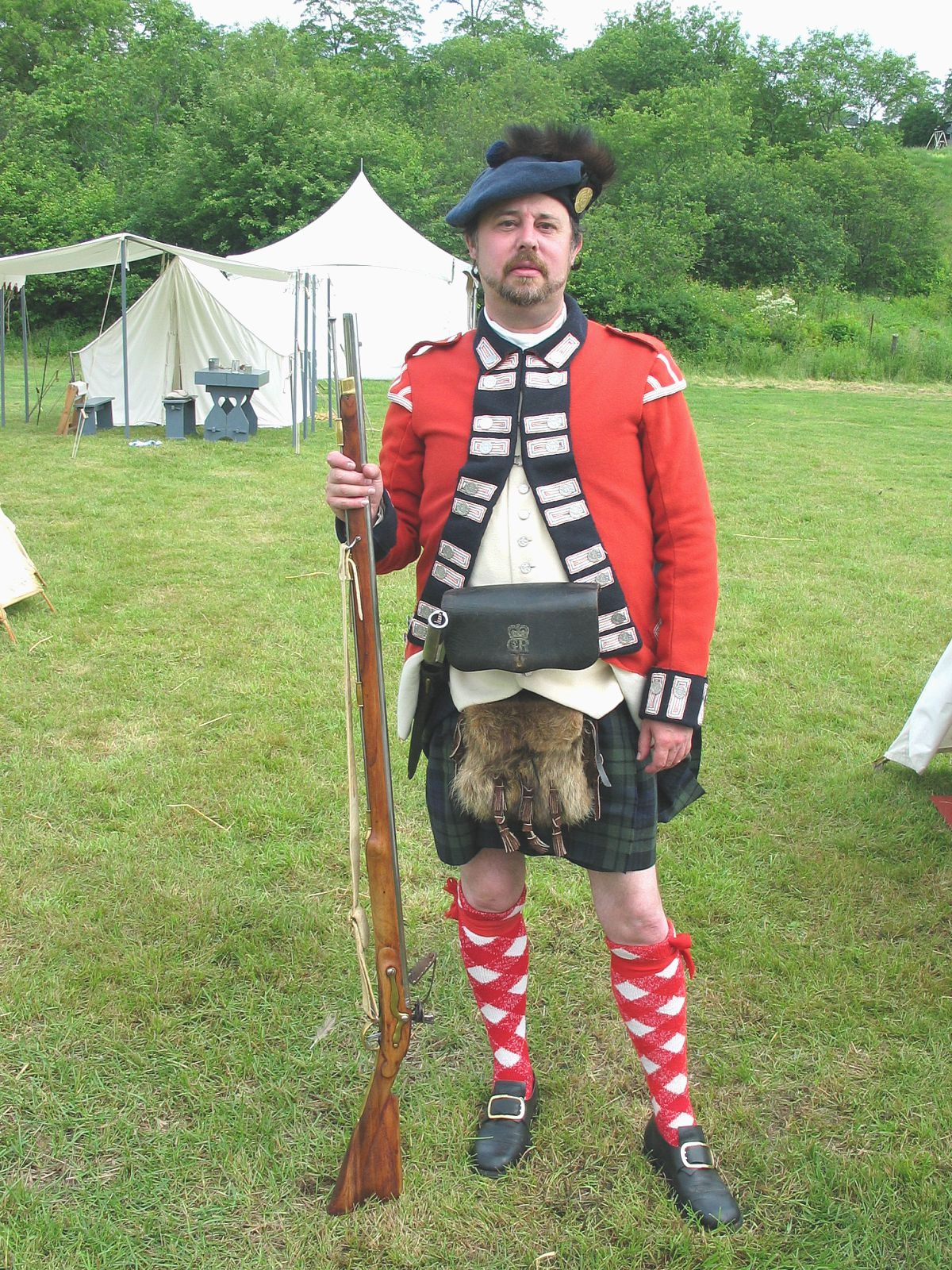
Ein Mann trägt rot-weiße Strümpfe

#### Sporrans
Sporrans entwickelten sich aus Taschen, die von schottischen Kriegern im Mittelalter getragen wurden. Heute dient es sowohl als Tasche, als auch als Statussymbol.

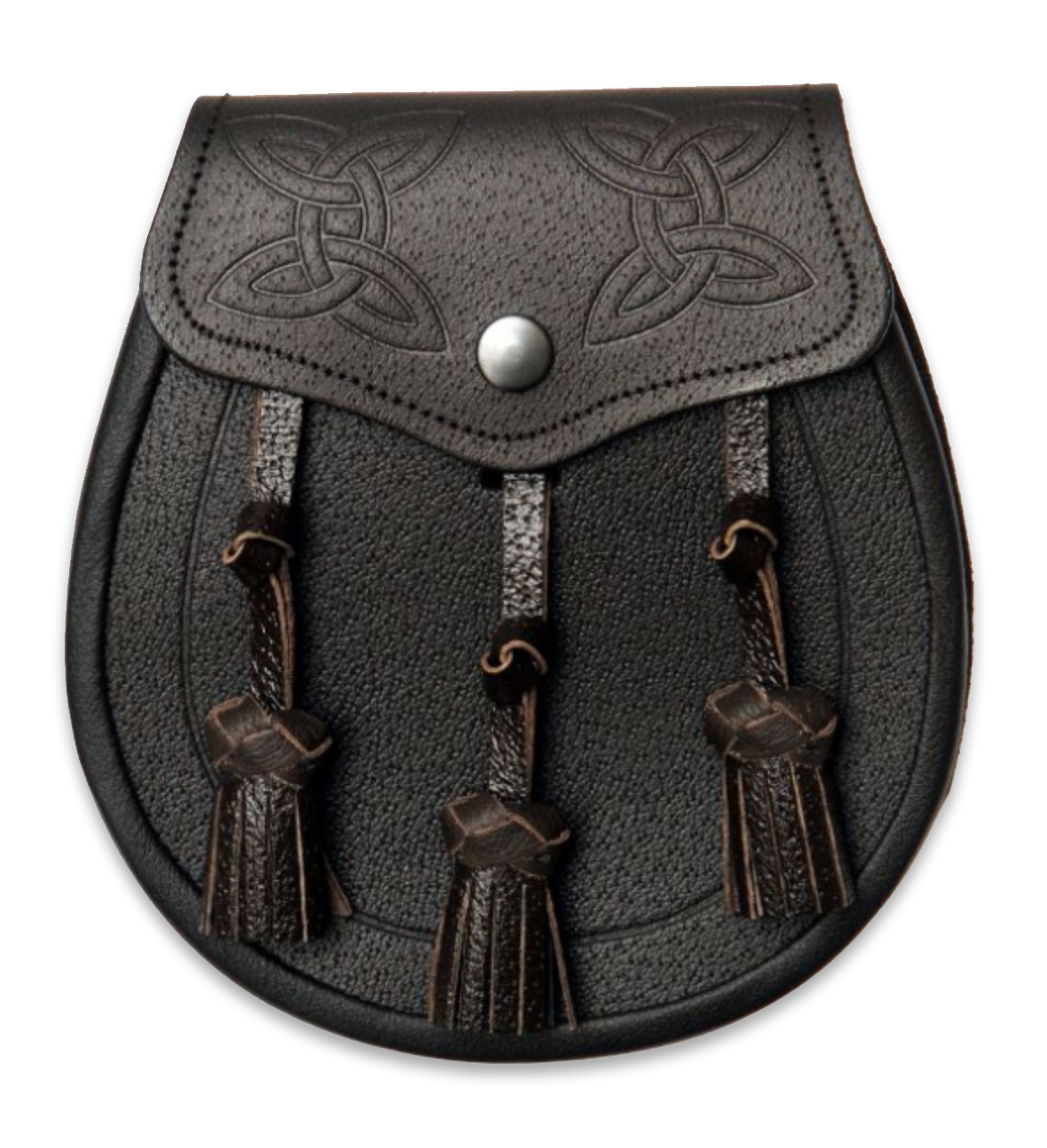
Day Sporran
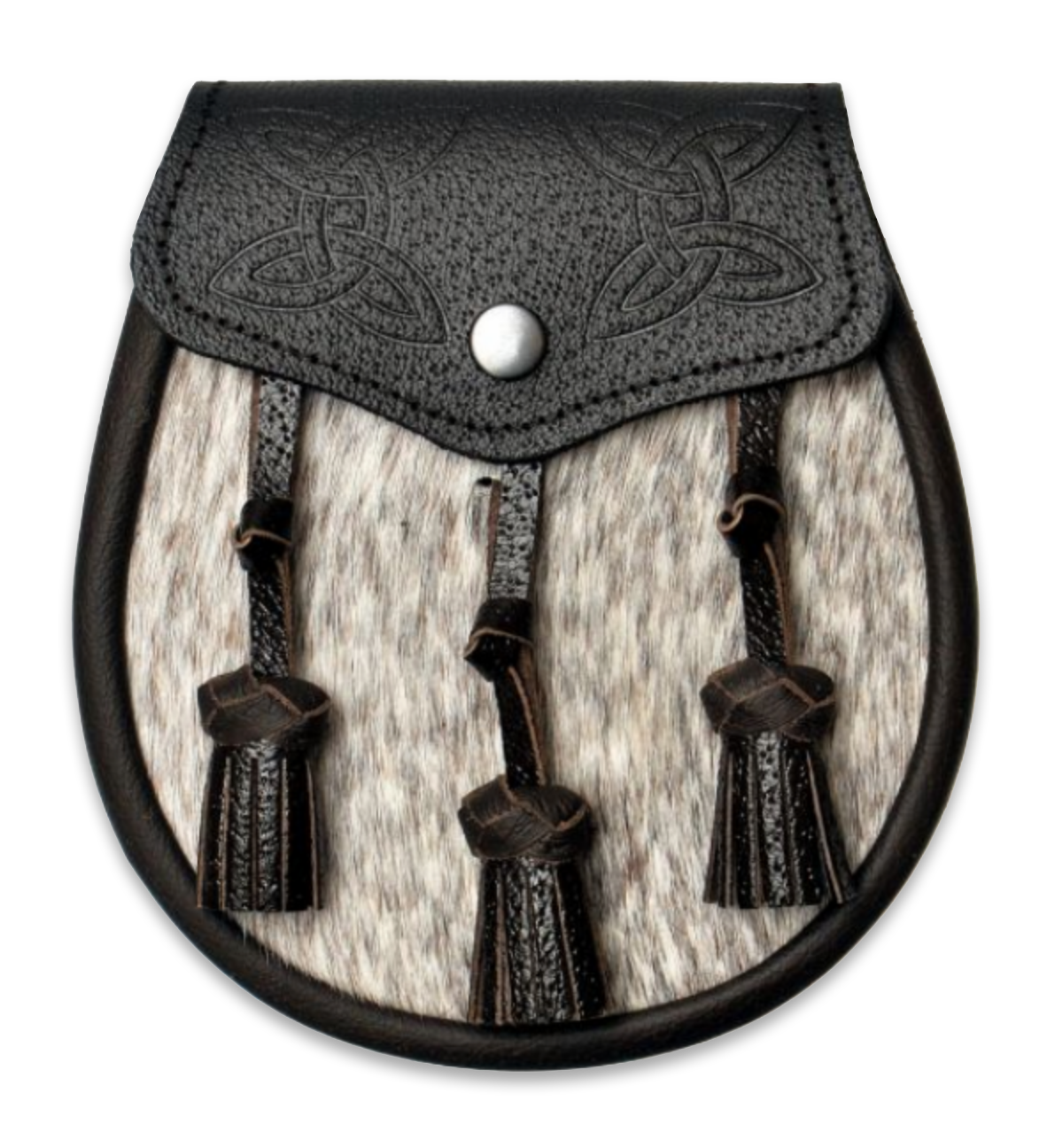
Semi-dress Sporran
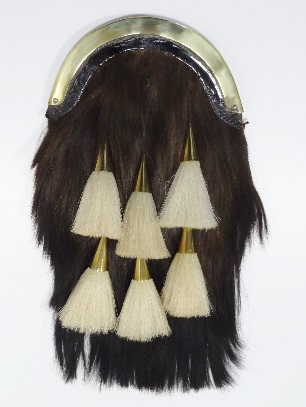
Full-dress Sporran
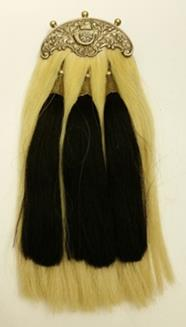
Horsehair Sporran

#### Schuhe und Socken
Ghillie Brogues sind Schuhe ohne Schnürsenkel vorne und am Knöchel. Sie sind meist aus Leder. Diese Schuhe wurden ursprünglich für die Jagd getragen und werden heutzutage besonders für formale Anlässe getragen.

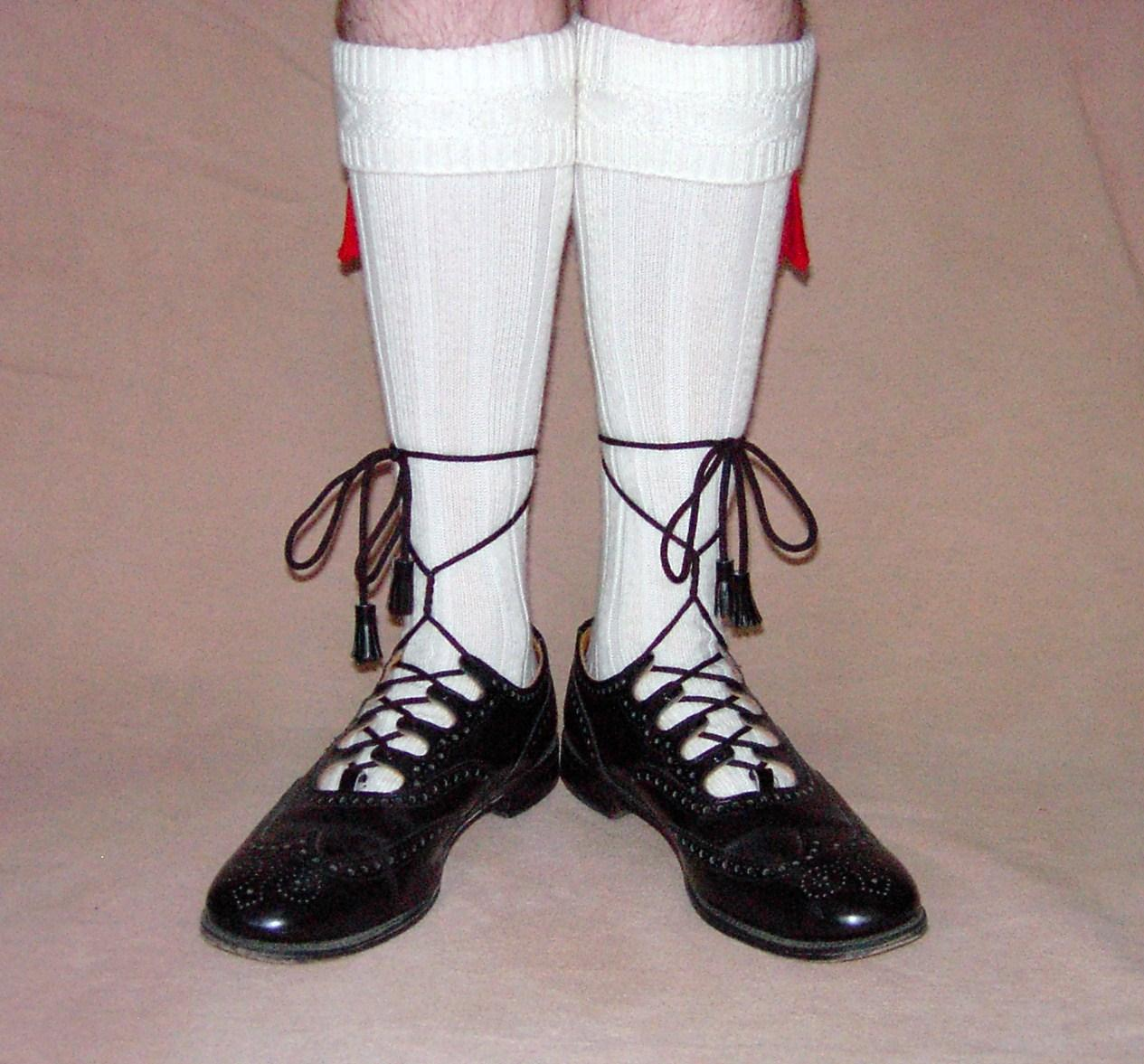
Ghillie Brogues

#### Accessoires
Kiltnadeln sind dekorative Nadeln, die dazu dienen, dass das Kilt im Wind nicht aufschlägt. Sie sind meist aus Metall und können eine Vielzahl von Motiven abbilden, darunter Disteln, keltische Knoten oder Clanwappen. Sie existieren seit der Viktorianischen Zeit und sie sind heute ein Symbol für Stolz und das Erbe.
Das Sgian dubh ist ein kleines Messer, welches seit dem 16. Jahrhundert ein Teil des Highland Dress ist. Es diente frühen für Schneidearbeiten und als Verteidigungswaffe, allerdings ist es heute eine Darstellung des schottischen Brauchtums und Erbes. Der schottisch-gälische Name bedeutet übersetzt „schwarzes Messer“, welches sich von der Scheide ableitet. Normalerweise wird es so getragen, dass nur der Griff sichtbar ist, der oben in den Strumpf des rechten Beins gesteckt wird.

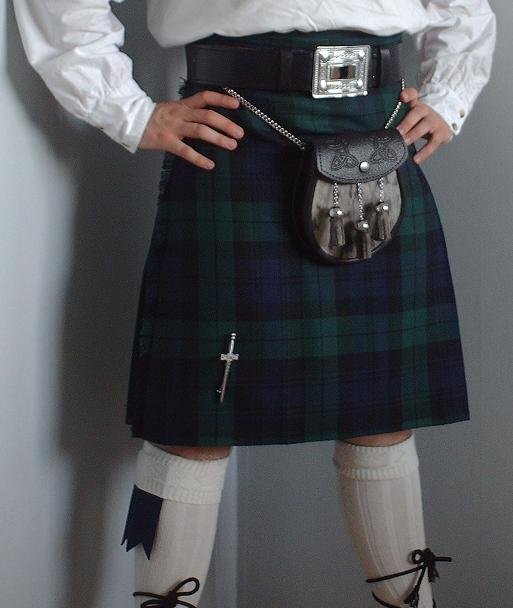
Black Watch Kilt mit einem Schwert als Kiltnadel
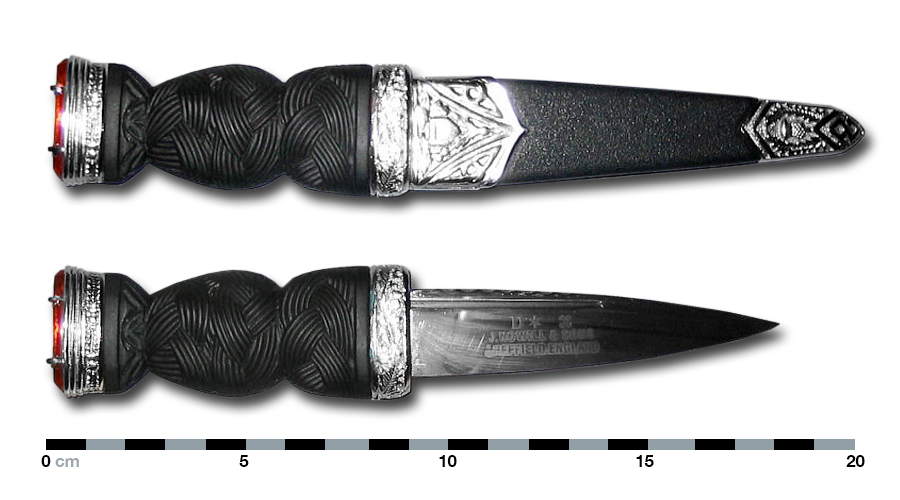
Sgian dubh

### Frauenkleidung

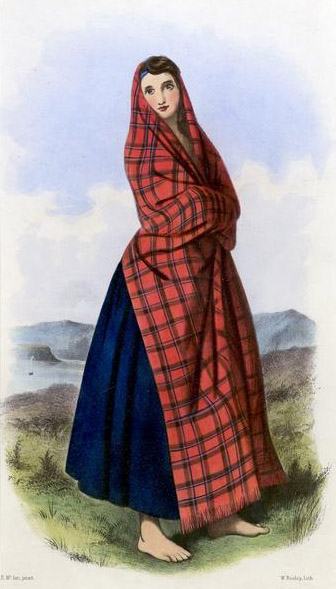
„Sinclair“, eine von Robert Ranald McIan illustrierte Tafel aus James Logans „The Clans of the Scottish Highlands“, erschienen 1845

Für Frauen wurde im 18. Jahrhundert ein arisaid, eine Art Mantel oder Umhang, populär. Diese bestanden selten aus hellen Farben. Sie bestanden meistens aus  einem schlichten weißen oder cremefarbenen Grund mit abwechselnden Streifen in Rot, Gelb, Blau und Schwarz. Der arisaid bestand meist aus zwei zusammengenähten Teilen aus schweres Plaidmaterial, um die Trägerin vor der Kälte und Feuchtigkeit Schottlands schützen zu können. Dieses Kleidungsstück taugte auch zum Haushaltsbedarf als Decken und Bettwäsche. Sie trugen als Tagkleidung meistens ein Kleid entweder aus Leinen oder Seide. Darüber wurde das arisaid getragen. Die Farbe des Kleides war in den meisten Fällen schlicht, allerdings gibt es auch Nachweise, dass Kleider aus Tartanstoff getragen wurden. Der arisaid wurde wie der feileadh mor um die Hüfte mit einem Gürtel fixiert und das Überhangmaterial wurde in den meisten Fällen über den Kopf gelegt.
John Macky schreibt in A Journey Through Scotland (1722):

„The Ladies dress as in England, with this Difference, that when they go abroad, from the highest to the lowest, they wear a Plaid, which cover Half of the Face, and all their Body. In Spain, Flanders, and Holland, you know the Women go all to Church and Market, with a black Mantle over their Heads and Body: But these in Scotland are all strip’d with Green, Scarlet, and other Colours, and most of them lin’d with Silk ; which in the Middle of a Church, on a Sunday, looks like a Parterre de Fleurs.“

„Die Frauen ziehen sich gleich an wie in England, mit dem Unterschied, dass wenn sie ins Ausland gehen, tragen sie alle ein Plaid, welches die Hälfte ihres Gesichtes und ihren gesamten Körper bedeckt. In Spanien, Flandern und Holland gehen die Frauen mit einem schwarzen Mantel über ihrem Kopf und ihrem Körper zum Markt und zur Kirche: aber in Schottland sind sie gestreift mit Grün, Rot oder anderen Farben und die meisten sind mit Seide gefüttert; was in der Kirche, am Sonntag, wie ein Blumenbeet aussieht.“

Unverheiratete Frauen würden die Haare offen Tragen, wohingegen verheiratete Frauen ein dreieckiges Stück aus weißen Leinen über dem Kopf tragen würden, welches unter dem Kinn zusammengebunden worden wäre.
Traditioneller Weise tragen Frauen keine Kilts, sondern nur Röcke mit Tartanmuster. Eine Ausnahme wird dann gemacht, wenn sie Teil eines Highland Regimentes sind. Für Frauen gibt es keine bestimmten Kleidungsstücke, allerdings werden häufiger Plaids getragen. Als Teil der formalen Abendkleidung kann ein Kleid aus Tartan getragen werden oder eine Schärpe mit einem entsprechenden Muster.

### Bestimmte Kleidungsstücke
- Barbara Tewksbury, Elsie Stuehmeyer und Dave Tewksbury: The Art of Kiltmaking: Step-by-Step Instructions for Making a Traditional Scottish Kilt. 2001, ISBN 978-0-9703751-1-7.

### Übersichten
- Stuart Reid: Scottish National Dress and Tartan. Shire Publications, 2013, ISBN 978-0-7478-1218-0.
- Fiona MacDonald: Scottish Tartan And Highland Dress: A Very Peculiar History. Salariya Book Company Ltd, 2016, ISBN 978-1-908759-89-4.
- Tartans & Highland Dress: A Guide to Scottish Traditional Dress. HarperCollins Publishers, 2016, ISBN 978-0-00-821060-1.

### Historische Einordnungen
- Archibald Campbell: Highland dress, arms and ornament. 1899; neu veröffentlicht durch hansebooks, 2016, ISBN 978-3-7411-7424-7.
- Rosie Waine: Highland Style: Fashioning Highland dress, c. 1745–1845. NMSE - Publishing Ltd, 2022, ISBN 978-1-910682-45-6.